# Helijamfora
Helijamfora (lat. Heliamphora), rod južnoameričkog bilje iz porodice saracenijevki. Postoji 18 vrsta, trajnice, koje rastu po tropskim krajevima Venezuele, Gvajane i brazilske države Amazonas.

## Vrste
1. Heliamphora arenicola Wistuba, A.Fleischm., Nerz & S.McPherson
2. Heliamphora ceracea Nerz, Wistuba, Grantsau, Rivadavia, A.Fleischm. & S.McPherso
3. Heliamphora chimantensis Wistuba, Carow & Harbarth
4. Heliamphora collina Wistuba, Nerz, S.McPherson & A.Fleischm.
5. Heliamphora elongata Nerz
6. Heliamphora exappendiculata (Maguire & Steyerm.) Nerz & Wistuba
7. Heliamphora folliculata Wistuba, Harbarth & Carow
8. Heliamphora glabra (Maguire) Nerz, Wistuba & Hoogenstr.
9. Heliamphora heterodoxa Steyerm.
10. Heliamphora hispida Wistuba & Nerz
11. Heliamphora ionasi Maguire
12. Heliamphora minor Gleason
13. Heliamphora nutans Benth.
14. Heliamphora parva (Maguire) S.McPherson, A.Fleischm., Wistuba & Nerz
15. Heliamphora pulchella Wistuba, Carow, Harbarth & Nerz
16. Heliamphora purpurascens Wistuba, A.Fleischm., Nerz & S.McPherson
17. Heliamphora sarracenioides Carow, Wistuba & Harbarth
18. Heliamphora tatei Gleason

## Vanjske poveznice
|  | Zajednički poslužitelj ima još gradiva o temi Heliamphora |
|  | Wikivrste imaju podatke o taksonu Heliamphora             |